# Ipochus
Ipochus is een kevergeslacht uit de familie van de boktorren (Cerambycidae). De wetenschappelijke naam van het geslacht werd voor het eerst geldig gepubliceerd in 1852 door LeConte.

## Soorten
Ipochus omvat de volgende soorten:
- Ipochus fasciatus LeConte, 1852
- Ipochus insularis Blaisdell, 1925